# Planté (cráter)

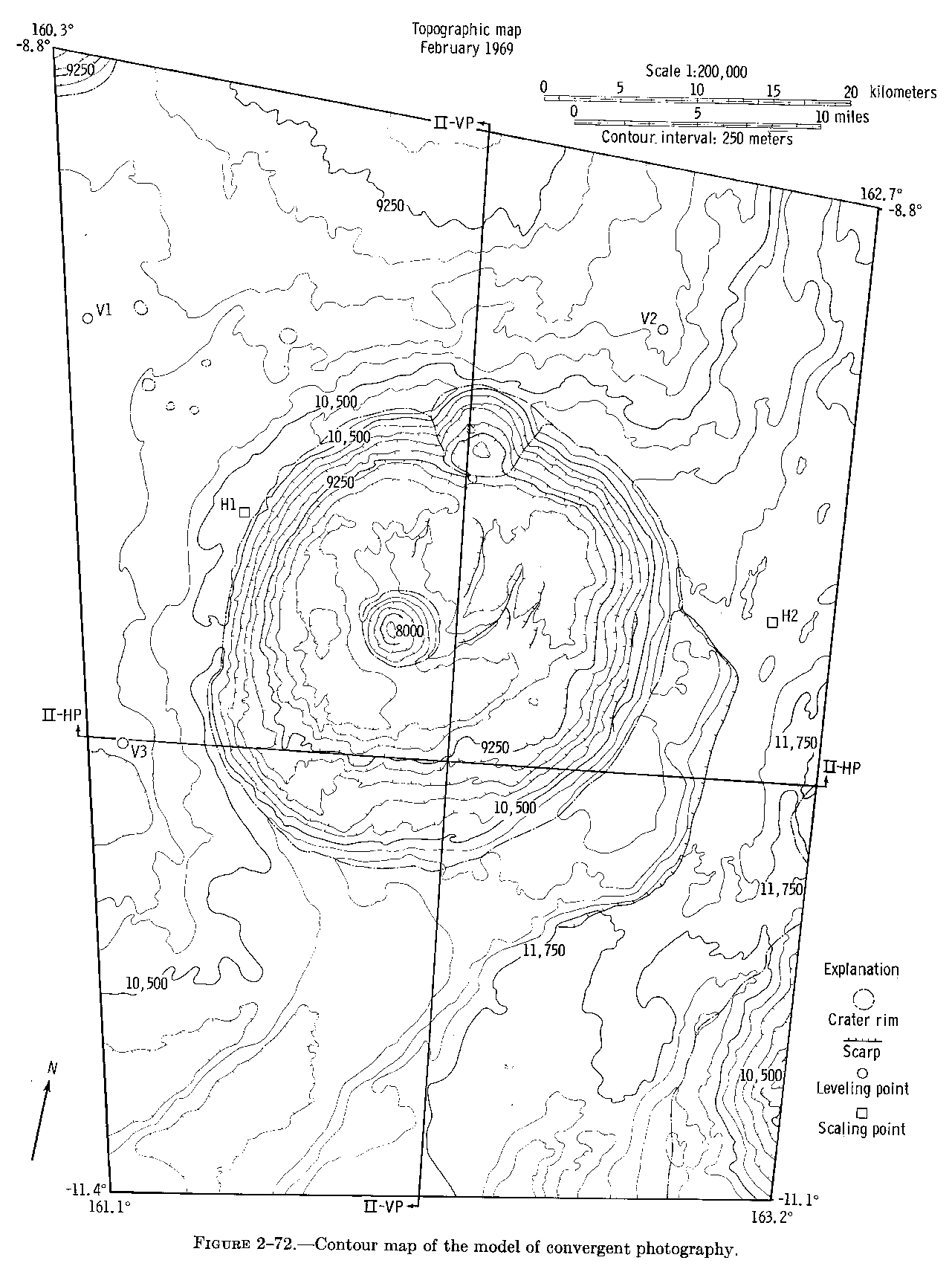
Mapa topográfico del cráter

Planté es un cráter lunar situado cerca de la pared interior oriental del cráter mucho más grande Keeler. Justo al este, unido al exterior de Keeler, se sitúa otra gran formación, el cráter Heaviside. Planté se encuentra en la cara oculta de la Luna, por lo que no se puede ver directamente desde la Tierra.
|  |

Este cráter tiene un borde afilado y un suelo interior que es más ancho en la mitad sureste, posiblemente debido al material desprendido por los depósitos de eyección. Un pequeño cráter atraviesa el borde norte y parte de la pared interior. No posee un pico central, pero un pequeño cráter se encuentra justo al oeste del punto medio. Crestas bajas irradian de este borde del cráter a través del suelo hacia el noreste.
Un pequeño cráter en la ladera norte del interior de Planté fue un punto de control designado, CP-2, durante la misión Apolo 8. Las mediciones tomadas desde la órbita en este punto mejoraron la precisión de la cartografía de este lado de la luna, aunque posteriormente fueron superadas por las sucesivas misiones Apolo.
El cráter lleva el nombre del físico francés Gastón Planté (1834-1889), designación aprobada por la UAI en 1979.